# Сольвар Руслан Миколайович
Руслан Миколайович Сольвар (нар. 12 травня 1971 року, Піщанка, Вінницька область, Україна) — народний депутат України 7-го скликання (обраний по одномандатному округу № 91).
Член партії «Удар».

## Життєпис
Народився 12 травня 1971 року в смт Піщанці Вінницької області, в родині юриста і вчительки школи для глухонімих дітей. У 1988 році закінчив Піщанську середню школу № 1, одержав атестат про повну загальну освіту.
У 1989 році закінчив Вінницьке професійно-технічне училище № 7 за спеціальністю «Газоелектрозварювання». У 1993 році закінчив Донецьке вище військово-політичне училище інженерних військ та військ зв'язку за спеціальністю «соціальний психолог-педагог». У 1999 році здобув повну вищу освіту в Київському національному економічному університеті за спеціальністю «Фінанси та кредит».
Трудову діяльність почав у 1993 році на посаді інженера відділу матеріально-технічного забезпечення Центру біотехнічних систем «Сонар» при Національній академії наук України, де пропрацював до 1995 року.
З березня по грудень 1997 — провідний фахівець відділу маркетингу Управління державних ресурсів, балансів та постачань продуктів тваринництва і сировини «Укрдержресурссировина».
У 1998–1999 роках займав посаду директора ПП «Укрторгконтракт-С».
З 1999 по 2012 роки працював на посаді комерційного директора ТзОВ «Укрзернотранс-К» в місті Києві.

## Парламентська діяльність
28 жовтня 2012 року обраний народним депутатом України від 91-го мажоритарного округу (Київська область) від партії «Удар». Член депутатської фракції «Блок Порошенка». Перший заступник голови Комітету ВРУ з питань транспорту і зв'язку. З червня 2015 — координатор Міжфракційного депутатського об'єднання «Депутатське об'єднання з реформування податкового, митного та земельного законодавств України».
20 вересня 2016 року не голосував за проєкт постанови про «Заяву Верховної Ради України з приводу невизнання Україною легітимності виборів до Державної Думи Федеральних Зборів РФ сьомого скликання».
Був одним з 59 депутатів, що підписали подання, на підставі якого Конституційний суд України скасував статтю Кримінального колексу України про незаконне збагачення, що зобов'язувала держслужбовців давати пояснення про джерела їх доходів і доходів членів їх сімей. Кримінальну відповідальність за незаконне збагачення в Україні запровадили у 2015 році. Це було однією з вимог ЄС на виконання Плану дій з візової лібералізації, а також одним із зобов'язань України перед МВФ, закріпленим меморандумом.

## Розслідування діяльності
Руслана Сольвара звинувачують у тому, що він незаконно отримував гроші з бюджету для оплати проживання в столичному готелі. Така компенсація передбачена, якщо народний депутат не має власного житла у столиці. Проте Сольвар приховав, що отримав квартиру в Києві у спадок, і за період з 2017 по 2018 рік отримав 360 тисяч гривень компенсації. Багато засідань у справі Сольвара переносили через його хворобу, а 24 травня 2024  року засідання суду в черговий раз відклали через його госпіталізацію. На засіданні суду, адвокат заявив, що Сольвару вручили повістку на вулиці одразу після того, як він вийшов з лікарні. Оскільки підозрюваний є лейтенантом запасу, його ж одразу відправили на фронт. 

## Особисте життя
Розлучений. Колишня дружина — Сольвар Наталія Віталіївна (1976). Має доньку.